# ISOTYPE (мова зображень)

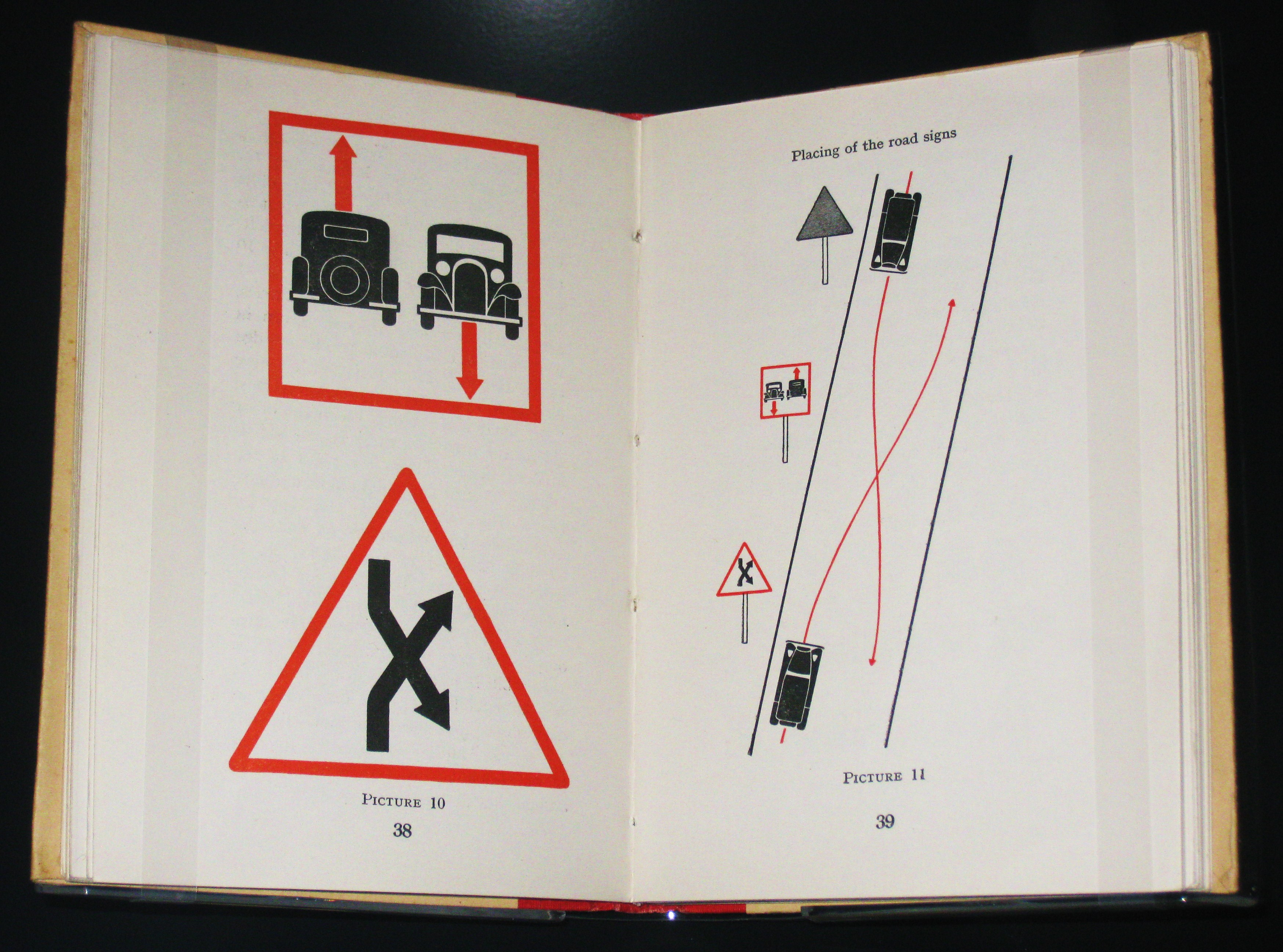
Сторінки з книги Отто Нейрата Міжнародна мова зображень, 1936 р.

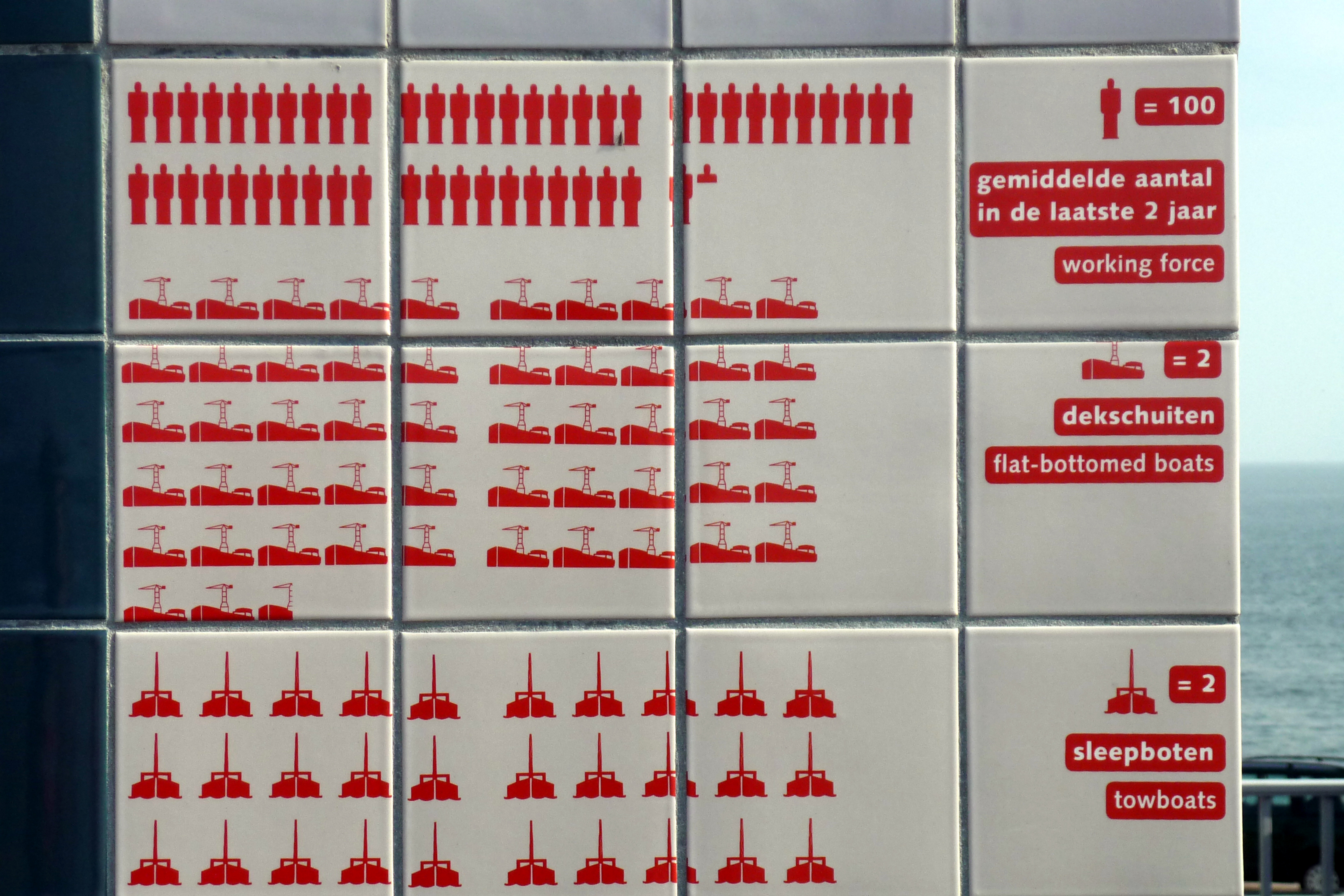
Isotype-нейрат

Isotype (з англ. International System Of TYpographic Picture Education, Міжнародна система типографічної освіти зображень) — метод відображення соціальних, технологічних, біологічних та історичних зв'язків у форматі зображень. Він складався з набору стандартизованих та абстрактних символів-ілюстрацій для представлення соціально-наукових даних згідно певних правил поєднання ідентичних фігур засобами серійного повторення. Вперше був відомий як Віденський метод графічної статистики (Wiener Methode der Bildstatistik) через те, що його розробили в Соціально-економічному музеї Відня між 1925 та 1934 роками. Засновник цього музею, Отто Нейрат, був ініціатором та керівним теоретиком Віденського методу. Ґерд Арнц відповідав за реалізацію графічних зображень. Термін Isotype вперше застосували щодо методу десь у 1935 році, після того, як ключові практики були змушені покинути Відень зі становленням австрофашизму.

## Походження та розвиток
Соціально-економічний музей було фінансовано соціал-демократичним муніципалітетом Відня, який був на той час окремим регіоном (відомим як Червоний Відень) в межах нової республіки Австрії. Основним завданням музею було інформувати віденців про їхнє місто. Нейрат зазначив, що музей є не скарбницею рідкісних предметів, а навчальним музеєм. Його мета полягала в «представленні соціальних фактів графічно» та оживленні «мертвої статистики» шляхом надання їй візуальної привабливості та пам'ятності. Одним із гасел музею було: «Краще пам'ятати спрощені зображення, ніж забувати точні числа». Принциповими інструментами Віденського методу були графічні діаграми; їх могли видавати багатьма примірниками, і вони слугували як для постійних, так і мандрівних виставок. Музей також був новатором у застосуванні інтерактивних моделей та інших приладів, що привертають увагу; відбувались навіть деякі ранні експерименти з анімованими стрічками.
З самого початку Віденський метод/Isotype був командною працею. Нейрат збудував щось на кшталт прототипу для міждисциплінарної агенції графічного дизайну. У 1926 році він стикнувся з друком дерев'яним різьбленням німецького митця Ґерда Арнтца та запросив його до співпраці в музей. Згодом ще відбулась зустріч у 1928 році, коли Нейрат відвідував міжнародну виставку Pressa. Арнтц переїхав до Відня у 1929 році на повну зайнятість у музеї. Його спрощений графічний стиль сприяв дизайнові повторюваних піктограм, що були невід'ємними для Isotype. Вплив цих піктограм на теперішню інфографіку є очевидним, хоча, можливо, ще не докінця визнаним.
Центральним завданням методу Isotype було «перетворення» складного джерела інформації у нарис для самопояснюваної діаграми. Ключовою «перетворювачкою» з самого початку була Марі Райдемайстер (що стала Марі Нейрат у 1941 році).
Визначним проектом першої фази Isotype (на той час все ще відомого як Віденський метод) була монументальна збірка із сотні статистичних діаграм, Gesellschaft und Wirtschaft (1930). 

## Принципи
Першим правилом Isotype є правило, що більші значення представляють не збільшеною піктограмою, а більшою кількістю піктограм одного розміру. Згідно поглядів Нейрата, коливання  розміру не сприяє точному порівнянню (що порівнювати: висоту/ширину чи площу?), натомість повторювані піктограми, які завжди позначають фіксоване значення у певній діаграмі, за необхідності можна ій підрахувати. Піктограми Isotype мало коли відображали речі в перспективі, для збереження їх чіткості; були й інші правила щодо налаштувань графіки та використання кольору. Найкращим викладом технік Isotype все ще є книга Отто Нейрата Міжнародна мова зображень (1936).
Основним мотивом Isotype завжди була «візуальна освіта», про що йшлось на виставках та книгах, створених для інформування пересічних громадян (включно зі школярами) про їхнє місце у світі. Метод ніколи не мав на меті замінити вербальне мовлення; він був «допоміжною мовою», завжди підкріпленою вербальними елементами. Отто Нейрат усвідомлював, що метод ніколи не стане повністю розвиненою мовою, тож натомість назвав його «мовоподібною технікою».

## Поширення та адаптація
Оскільки все більше запитів надходило до віденського музею з-за кордону, у 1931-32 роках було створено партнерський інститут під назвою Mundaneum для просування міжнародної діяльності. Було сформовано філії з невеликими виставками у Берліні, Гаазі, Лондоні та Нью-Йорку. Члени віденської команди періодично подорожували до Радянського союзу, щоб допомогти облаштувати Всесоюзний інститут образотворчої статистики радянського будівництва та господарства, часто позначуваного як ІЗОСТАТ, що створював статистичну графіку про п'ятирічки та інші речі.
Після закриття соціально-економічного музею у 1934 році Нейрат, Райдемайстер та Арнтц переїхали до Нідерландів, де організували Міжнародну фундацію візуальної освіти в Гаазі. Впродовж 1930-х років було отримано значні внески зі США, включно з рядом масово виданих діаграм для Національної асоціації туберкульозу та книги Отто Нейрата Modern man in the making (Творення сучасної людини, 1930 р.), значущого моменту для методу, над яким він, Райдемайстер та Арнтц тісно співпрацювали.
Рудольф Модлі, що був помічником Отто Нейрата у Відні, представив метод ISOTYPE Сполученим Штатам Америки через свою посаду керівного куратора Музею науки та індустрії в Чикаго. Більш того, станом на 1934 рік Модлі заснував компанію Pictorial Statistics Incorporated у Нью-Йорку, що просувала виробництво та розповсюдження діаграм типу ISOTYPE серед освіти, новин та інших видів комунікації. Починаючи з 1936 року, діаграми Модлі було вжито у національній оздоровчій кампанії «Війна проти сифілісу».
Отто та Марі Нейрат втекли від німецького вторгнення до Англії, де у 1942 році заснували Isotype Institute (Інститут методу Isotype). У Великій Британії метод застосовували у публікаціях воєнних часів за спонсорства Міністерства інформації та в документальних стрічках Пола Рота. Після смерті Отто у 1945 році, Марі Нейрат зі співробітниками продовжили застосовувати Isotype в завданнях представлення складної інформації різного типу, особливо у науково-популярній літературі для молодих читачів. Реальним тестом міжнародних амбіцій методу, на думку Марі Нейрат, був проект інформаційного дизайну для міської освіти, процедури виборів та економічного розвитку Західного регіону Нігерії у 1950-х роках.

## Архів
У 1971 році Isotype Institute надав свої робочі матеріали до Університету читання, де вони зберігаються у відділі типографіки та графічної комунікації як колекція Isotype Отто та Марі Нейрат. Обов'язки інституту було передано університету у 1981 році. 